# Promieniowiec promienicy
Promieniowiec promienicy (łac. Actinomyces israeli) – Gram-dodatnia bakteria beztlenowa będąca przyczyną promienicy. 

## Morfologia i fizjologia
W hodowli bakterie układają się w rozgałęzione kolonie o kształcie pałeczek. Najlepiej wzrastają w warunkach beztlenowych, na pożywce wzbogaconej węglowodanami.
Na obszarze zmian chorobowych są makroskopowo widoczne żółte ziarna ("ziarna siarkowe" – druzy) wielkości prosa. Sama nazwa gatunku – promieniowce – wzięła się od obecności charakterystycznych promieni na tych ziarnach. Ich obecność nie może jednak oznaczać rozpoznania, ponieważ inne bakterie mogą tworzyć podobny obraz.
Promieniowiec promienicy nie wytwarza hemolizyn, indolu, enzymów proteolitycznych. Większość nie wytwarza także siarkowodoru (H2S).
Podobnie jak inne drobnoustroje z tej rodziny, Actinomyces israeli był wcześniej zaliczany do grzybów ze względu na wiele podobnych cech morfologicznych.

## Wrażliwość
Bakteria jest wrażliwa na działanie wysokich temperatur, ale potrafi przeżyć w suchych i zimnych warunkach.
Antybiotyki zachowujące aktywność wobec drobnoustroju to: penicylina, sulfonamidy, tetracyklina i cefalosporyny.

## Znaczenie kliniczne
Zakażenie Actinomyces israeli jest najczęstszą przyczyną przewlekłego zapalenia kanalików łzowych u człowieka.